# كليفورد إرفينغ
كليفورد إرفينغ (بالإنجليزية: Clifford Irving)‏ (5 نوفمبر 1930، نيويورك في الولايات المتحدة - 19 ديسمبر 2017، ساراسوتا في الولايات المتحدة)؛ كاتب وروائي أمريكي.

## روابط خارجية
- كليفورد إرفينغ على موقع IMDb (الإنجليزية)
- كليفورد إرفينغ على موقع أول موفي (الإنجليزية)
- كليفورد إرفينغ على موقع قاعدة بيانات الأفلام السويدية (السويدية)
- كليفورد إرفينغ على موقع إن إن دي بي (الإنجليزية)
- كليفورد إرفينغ على موقع قاعدة بيانات الفيلم (الإنجليزية)
- كليفورد إرفينغ على موقع كينوبويسك (الروسية)